# NGC 3449
NGC 3449 este o galaxie spirală situată în constelația Mașina Pneumatică. A fost descoperită în 29 aprilie 1834 de către John Herschel. Se află la o distanță de 50,58 de megaparseci de Pământ.